# Esthlodora acosmopa
Esthlodora acosmopa là một loài bướm đêm trong họ Erebidae.